# Свинобичка
Свинобичка — річка в Україні, у Звягельському районі Житомирської області. Права притока Смілки (басейн Дніпра).

## Опис
Довжина річки приблизно 10,7 км.

## Розташування
Бере початок на північно-західній околиці Кашперівки. Тече переважно на північний захід через Берестівку (колишні Свинобичі) і впадає у річку Смілку, ліву притоку Случі.
Річку перетинає автомобільна дорога  Т 0601.